# Grazer Landhaus

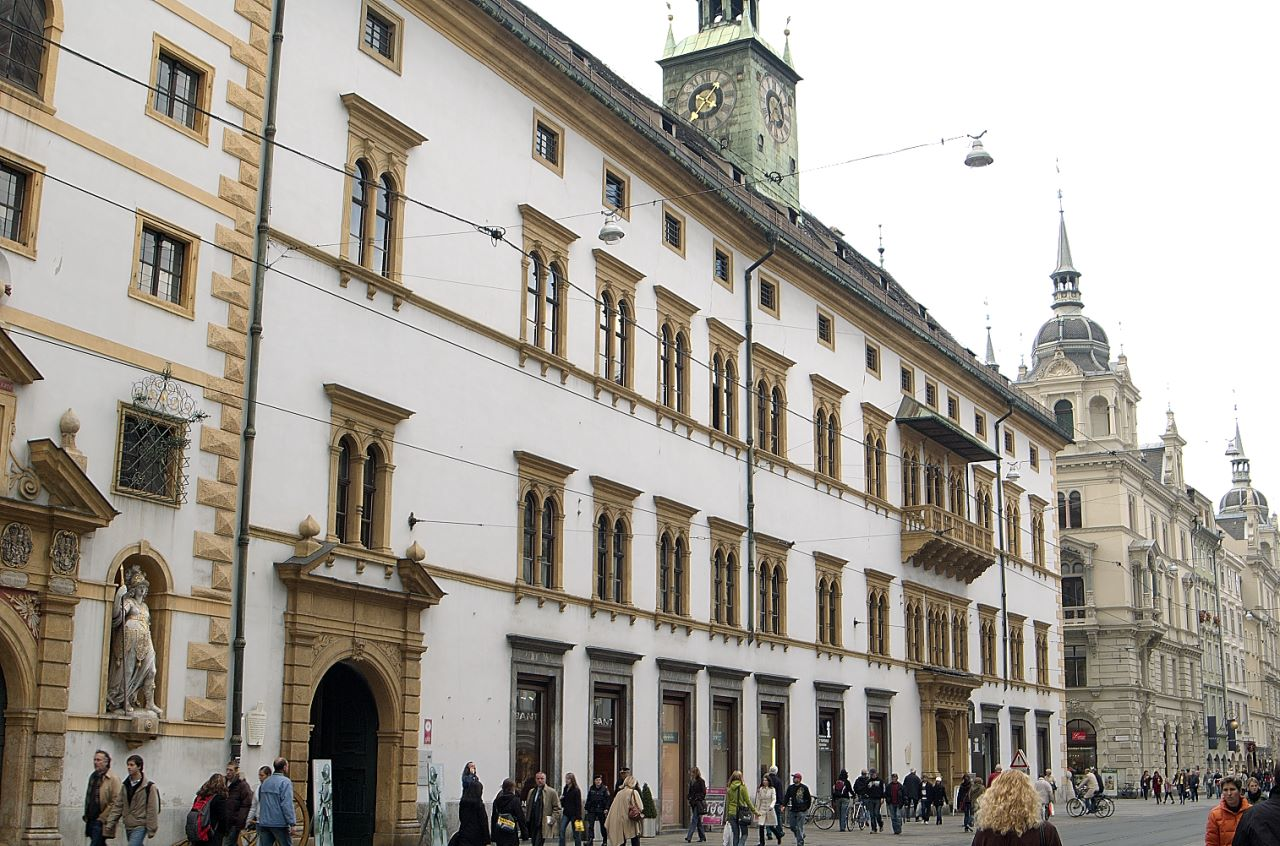
Fassade des Grazer Landhauses in der Herrengasse

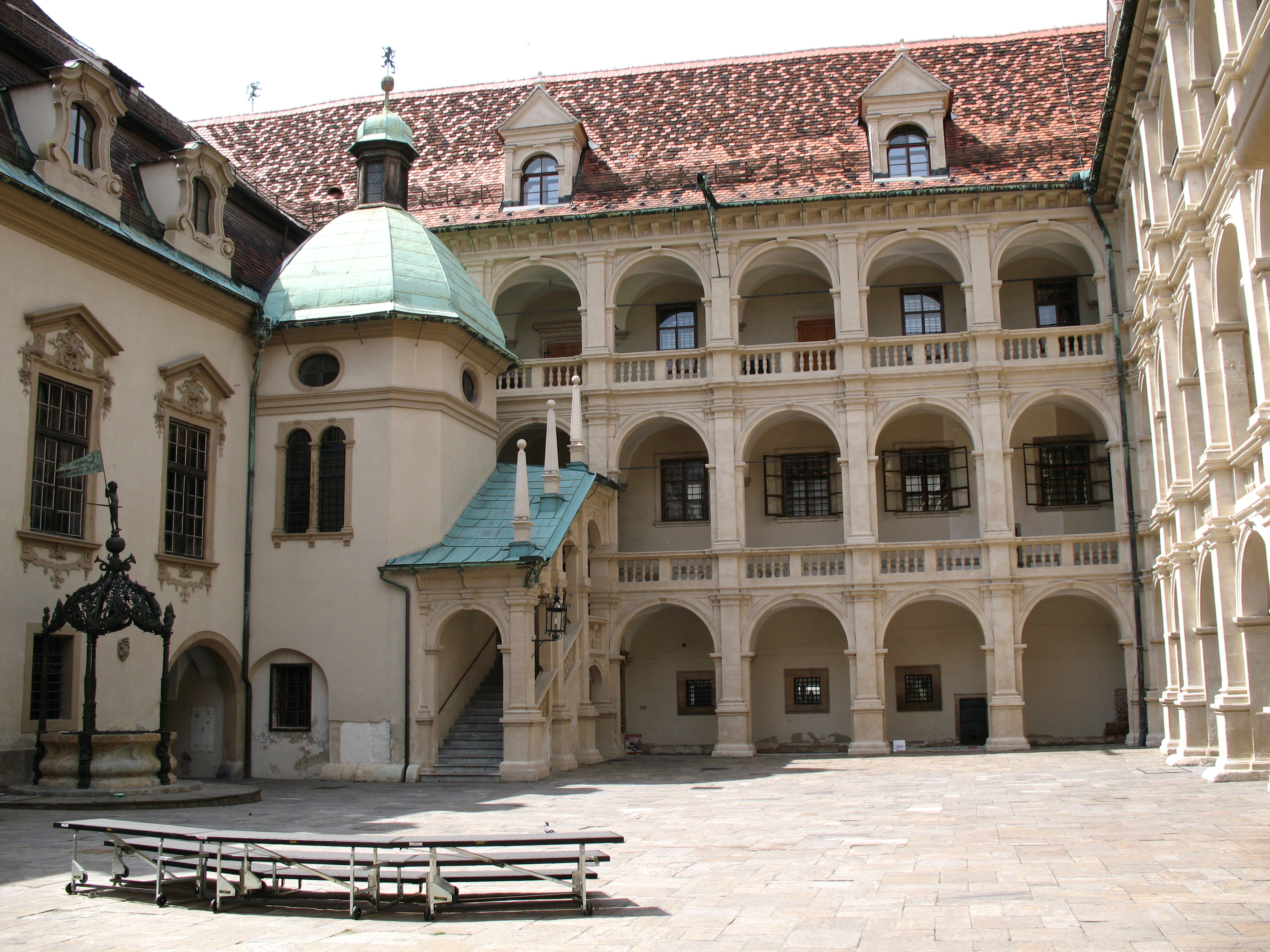
Arkadenhof des Landhauses

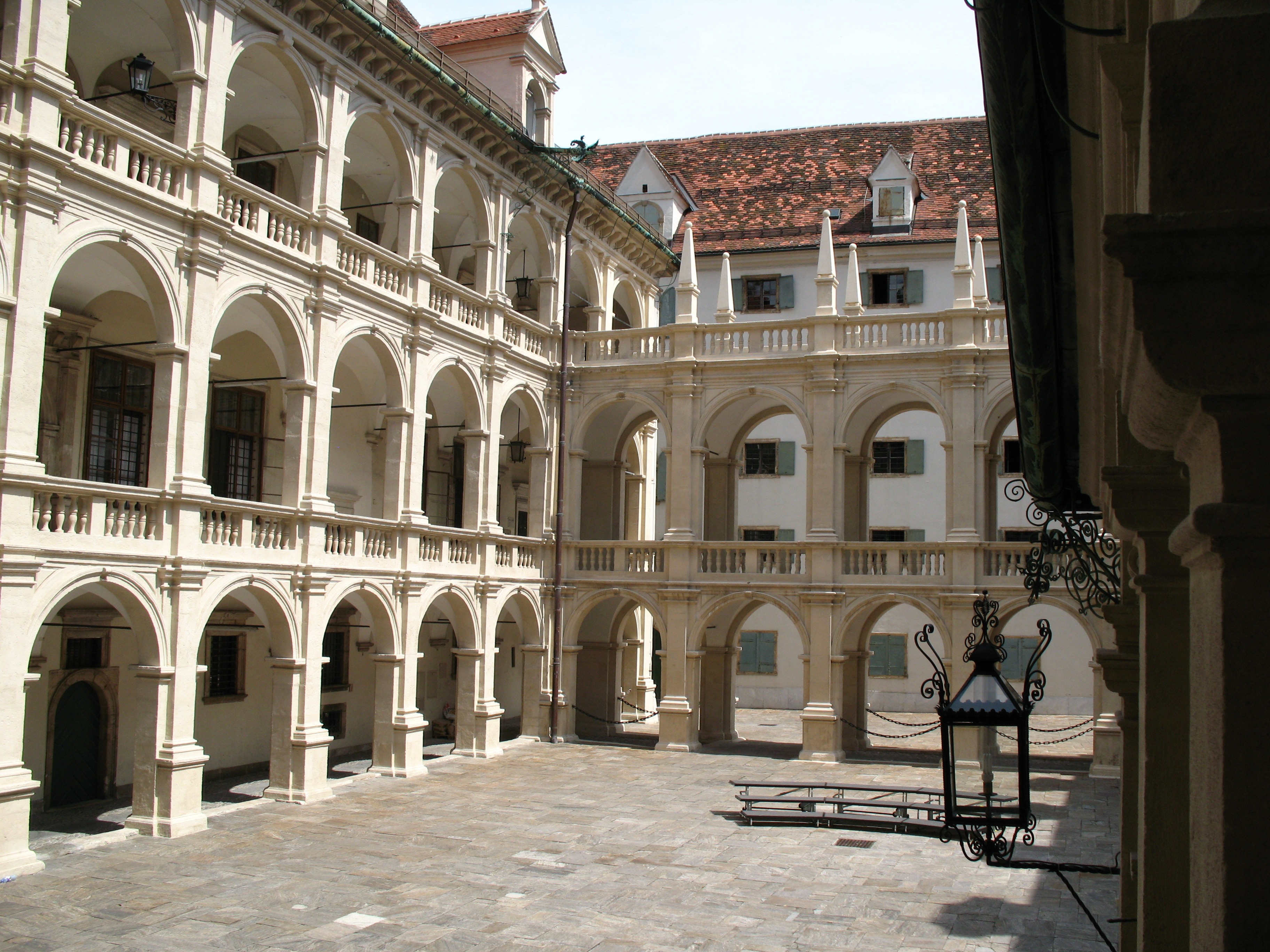
Landhaushof

Das Grazer Landhaus in der Herrengasse entstand 1527–1531 als erster Renaissancebau der steirischen Landeshauptstadt Graz, dessen Haupttrakt ab 1557 nach den Plänen des Architekten Domenico dell’Allio erbaut wurde. Der ehemalige Sitz der Landstände zählt zu den bedeutendsten Renaissancebauten Mitteleuropas. Charakteristisch sind die kunstvollen Rundbogenfenster, die luftigen Laubengänge und der dreigeschoßige Arkadenhof. Die barocke Landstube ist heute der Sitzungssaal des Steiermärkischen Landtags, im Arkadenhof finden zahlreiche Veranstaltungen statt.

## Geschichte
Schon 1494 erwarben die steirischen Landstände in der damaligen „Bürgergasse“ (heutige „Herrengasse“) ein Bürgerhaus an der Ecke „Herrengasse“ und „Landhausgasse“. Sie richteten in dem Haus ihre Kanzlei und eine Marienkapelle ein. Bereits im 16. Jahrhundert musste der Bau vergrößert werden. Auch standen die protestantischen Landstände in starker Konkurrenz zu den katholischen Landesherren, die ihren Sitz auf der Grazer Burg hatten. Daraufhin wurde zwischen 1500 und 1510 der älteste Trakt als einer der frühesten Renaissancebauten in der Steiermark in der Grazer „Schmiedgasse“ errichtet. Auch hier reichte das Platzangebot nicht lange aus.
Nach dem Ankauf zweier Nachbargebäude 1519, eines davon war das ‚Prueschinkh´sche Freihaus‘, wurden diese von 1527 bis 1531 umgebaut und im ersten Stockwerk von den Baumeistern Balthasar, Hanns und Sebastian Walch der Rittersaal errichtet. Nach dem erneuten Zukauf eines Hauses in der nunmehrigen „Herrengasse“ gehörte der ganze Baublock den steirischen Landständen, die ab 1549 offen als protestantische Körperschaft auftraten. Der italienische Festungsbaumeister Domenico dell’Allio, der ebenfalls am Ausbau der Schloßbergfestung beschäftigt war, wurde 1555 mit einer Erneuerung des Gebäudes beauftragt. Dabei entstanden der Haupttrakt auf Seite der „Herrengasse“ und der große, im Stil der Renaissance gestaltete Arkadenhof. Nach dell’Allios Tod setzten seine beiden Poliere Benedikt de la Porta und Peter Tadei den Umbau fort und leiteten den Bau des Traktes zur „Landhausgasse“ hin.
Rechts vom Eingang hängt die Rumortafel aus Kupferblech, die „Rumoren und sich Schlagen“ unter Androhung von Strafe seit 1588 verbietet. Sie waren als Hinweis gedacht, sich bei den Landtagssitzungen gebührlich zu verhalten. Ein neben dem Landhaus gelegenes Gebäude wurde im zweiten Viertel des 17. Jahrhunderts gekauft und abgebrochen. An seiner Stelle begann man mit der Errichtung des Zeughauses, da bis zu diesem Zeitpunkt sämtliche Rüstungen und Waffen im Landhaus untergebracht waren. Um 1740 kam es zur Erneuerung des Dachstuhls.
Ab 1886 wurden die zu diesem Zeitpunkt vermauerten Hofarkaden auf Betreiben des Landeshauptmanns Graf Gundaker von Wurmbrand freigelegt und mit einer Fassadenrestaurierung begonnen, bei der jedoch die Fensterkörbe des ersten Stockwerks entfernt wurden. Nach dem Bau eines neuen Kanzleitrakts mit einem offenen Verbindungsgang kam es 1890/91 zur Errichtung des Landhauskellers, einer Gastwirtschaft mit Gastgarten im kleinen Landhaushof. Im Zuge einer Neugestaltung im Jahr 1963 bekamen die Landstube und der Rittersaal ein neues Aussehen. In der Landstube tagen die 48 Abgeordneten des steirischen Landtages.

## Architektur und Gestaltung

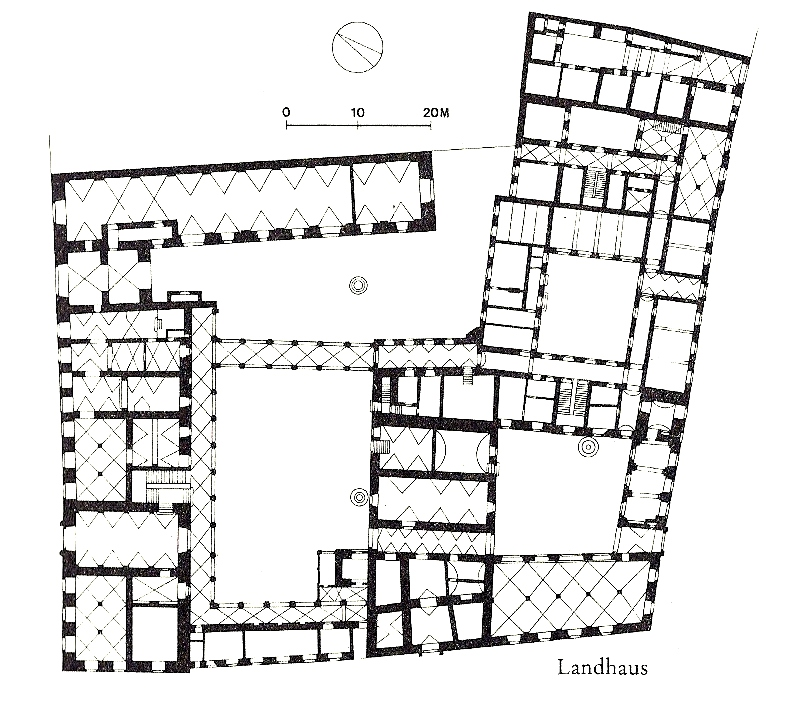
Grundriss

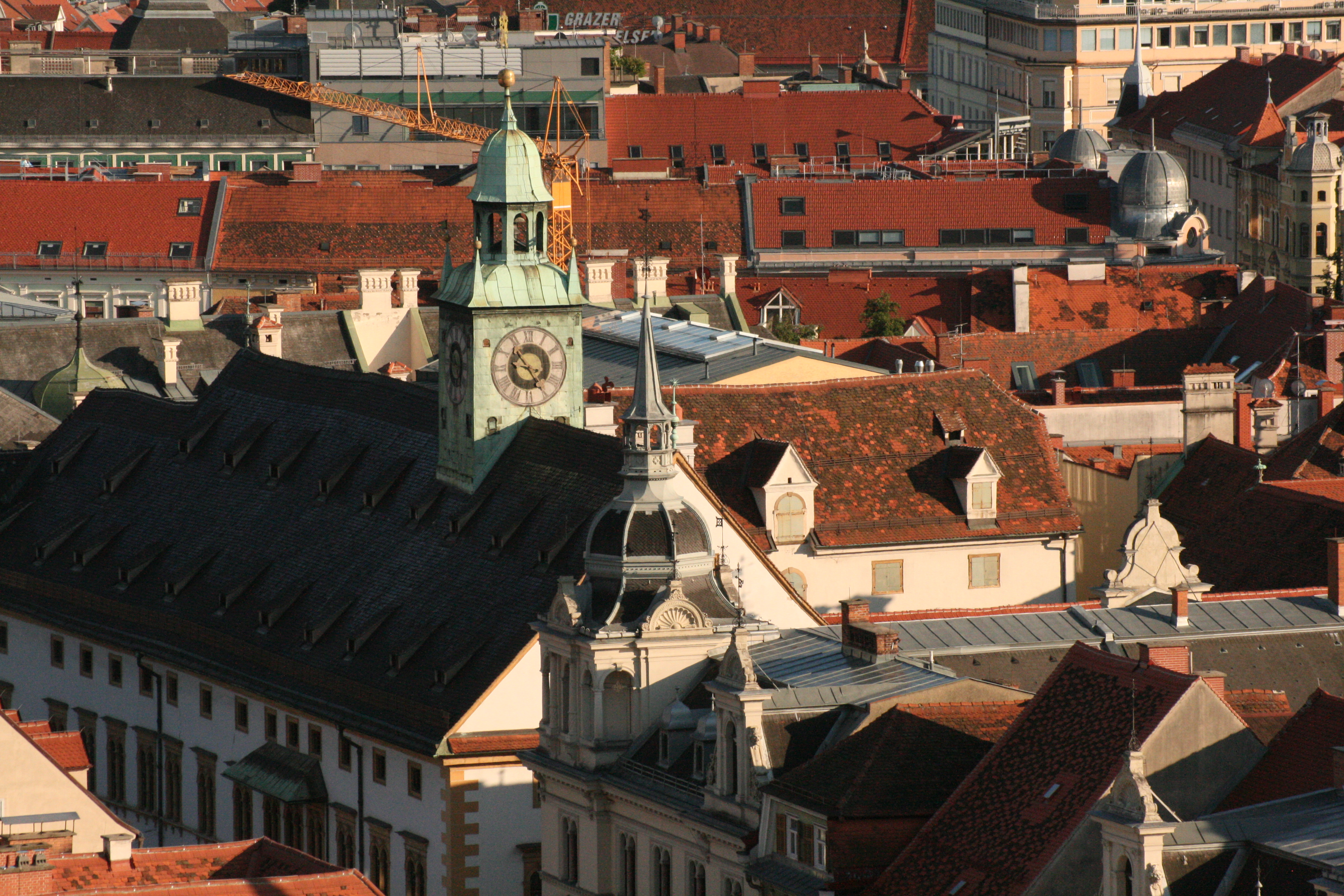
Dach mit Dachreiter

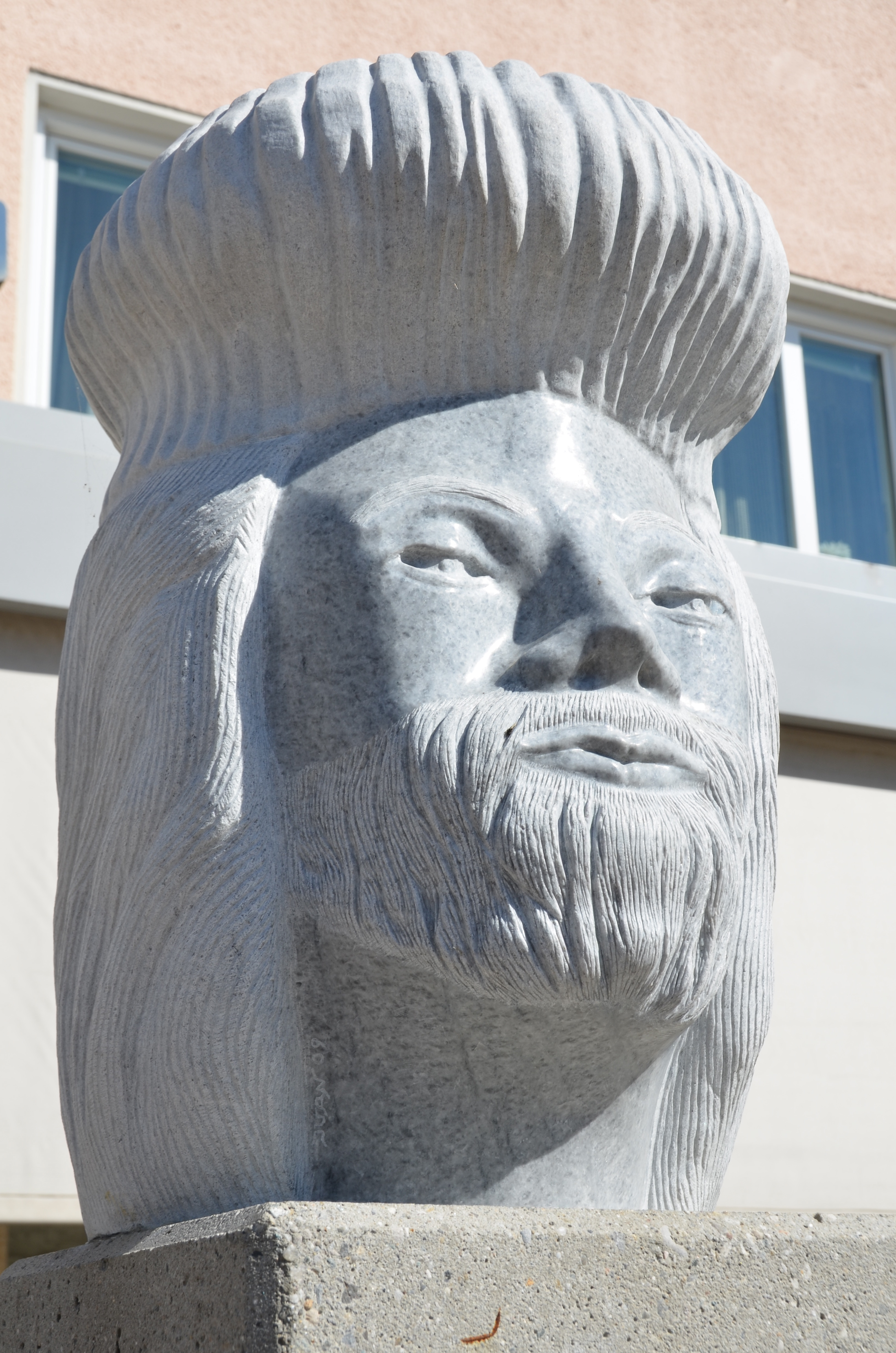
Büste des Architekten Domenico dell'Allio in der Klagenfurter 10.-Oktober-Straße

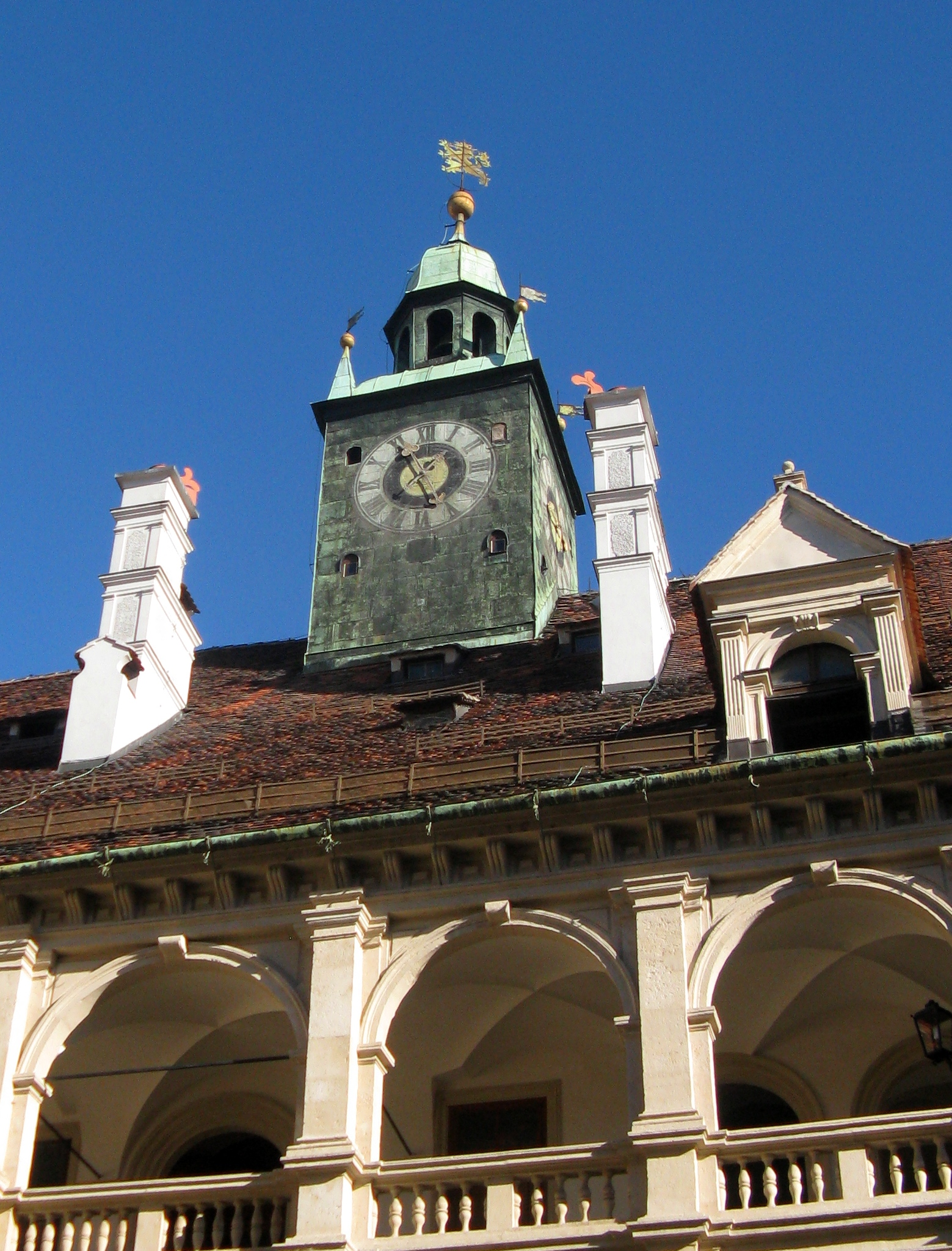
Dachreiter

### Allgemeines
Das Landhaus in Graz ist der bedeutendste Frührenaissancebau der Steiermark. Er ist das Ergebnis mehrerer Stilrichtungen und wurde von etlichen Architekten vollendet. Trotzdem ist dem Landhaus eine gewisse Einheitlichkeit geblieben, da sämtliche Zubauten sehr behutsam in die bereits vorhandene Bausubstanz integriert wurden. Insgesamt umschließt das Landhaus drei Innenhöfe: den großen Landhaushof, den kleinen Landhaushof und den Zeughaushof, der dem Zeughaus am nächsten gelegen ist.

### Ältester Teil
Als ältester Teil des Gebäudekomplexes gilt der Trakt an der „Schmiedgasse 5“. Er wurde zwischen 1500 und 1510 errichtet und besitzt im Erdgeschoß eine vier-jochige Halle mit Platzlgewölbe, die früher mit Säulenarkaden ausgestaltet war. 1889 wurden die vermauerten Arkaden teilweise wieder freigelegt. Im dritten Stockwerk befinden sich zwei Stuckplafonds mit steirischem Wappen in Ohrmuschelkartuschen, die um 1650/60 entstanden waren, dann überputzt und erst 1946/47 wieder freigelegt wurden.

### Rittersaaltrakt
Der Trakt des Landhauses mit L-förmigen Grundriss, erbaut zwischen 1527 und 1531, an der Ecke „Schmiedgasse“ und „Landhausgasse“ wird Rittersaaltrakt genannt. Für die Pläne zeichneten die Brüder Hanns, Sebastian und Balthasar Walch aus Como verantwortlich. Ursprünglich nur drei Geschoße hoch, wurde der Trakt im 17. Jahrhundert aufgestockt. An den Rittersaaltrakt schließt der Kanzleitrakt an.
Das Rundbogen-Steinportal aus dem Übergang der Spätgotik zum Renaissance-Stil stammt entweder von Hanns Walch oder Hans Schwertigauer aus Steyer und besitzt blechbeschlagene Torflügel aus dem 16. Jahrhundert. Es ist mit „1531“ datiert und ist gleichzeitig die älteste Grazer Renaissance-Einfahrt. In Späthistorismus wurden 1890 die Fassade im Neorenaissance-Stil und die Erdgeschoßzone neu gestaltet und ein Dachhäuschen angebaut. Hermann Scanzoni gestaltete von 1896 bis 1890 ein einheitliches Dach für die beiden Haupttrakte des Grazer Landhauses. Die vier Fenster des ersten Obergeschoßes sind mit Doppelarkaden im Stil dell´Allios geformt. Das Rundbogen-Steinportal an der Nordfront ist mit einem Chronogramm versehen, das mit „1890“ datiert ist. Auch befinden sich dort Sandsteinwappen der Städte Graz, Leoben, Bruck an der Mur, Marburg, Cilli, Pettau, Bad Radkersburg und Fürstenfeld, sowie der doppelköpfige Reichsadler.
Die Halle im Erdgeschoß mit Kreuzgratgewölbe auf wuchtigen Säulen und Konsolen war früher gegen den Hof hin mit Säulenarkaden geöffnet. Der, dem Trakt den Namen gebende, Rittersaal befindet sich im ersten Stockwerk und war ehemals mit Wappenmalereien (1651/52) von Stefan Rez geschmückt. In den Jahren 1744/45 wurde der Wappensaal nach den Plänen Josef Hueber barockisiert und neu unterteilt. Die Bandel-, Laub- und Gitterwerkformen und die Reliefmedaillons mit Darstellungen der zwölf Tierkreiszeichen und der vier Elemente schuf Pietro Angelo Formentini. Sie wurden 1746 vollendet. Die Stuckverzierungen der Fensternischen stammen vermutlich vom selben Künstler. Die beiden Gobelins mit den Wappen der Besitzungen der Fürsten von Eggenberg stammen aus dem zweiten Viertel des 18. Jahrhunderts.

### Haupttrakt

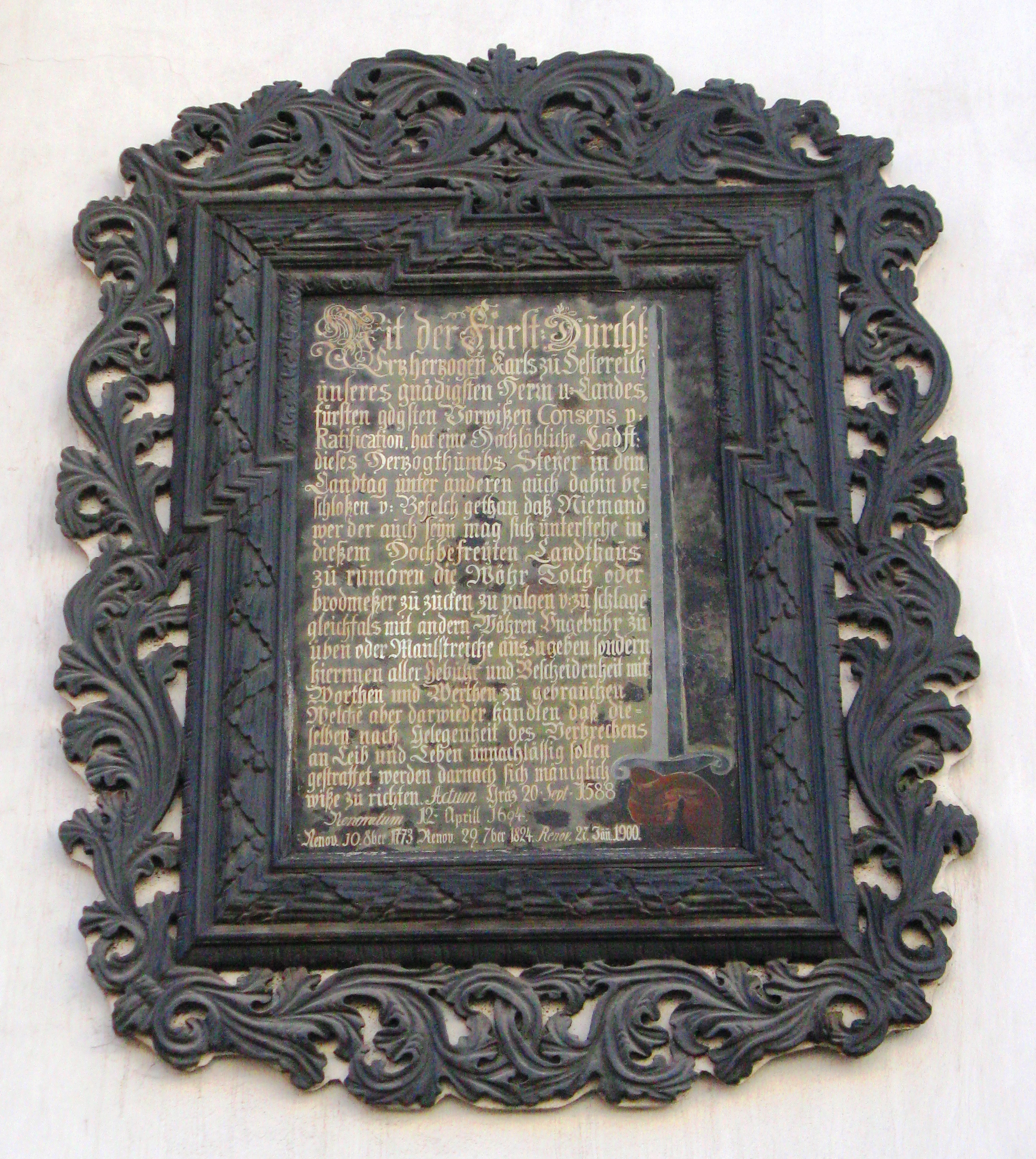
Rumortafel an der Außenfassade in der Herrengasse

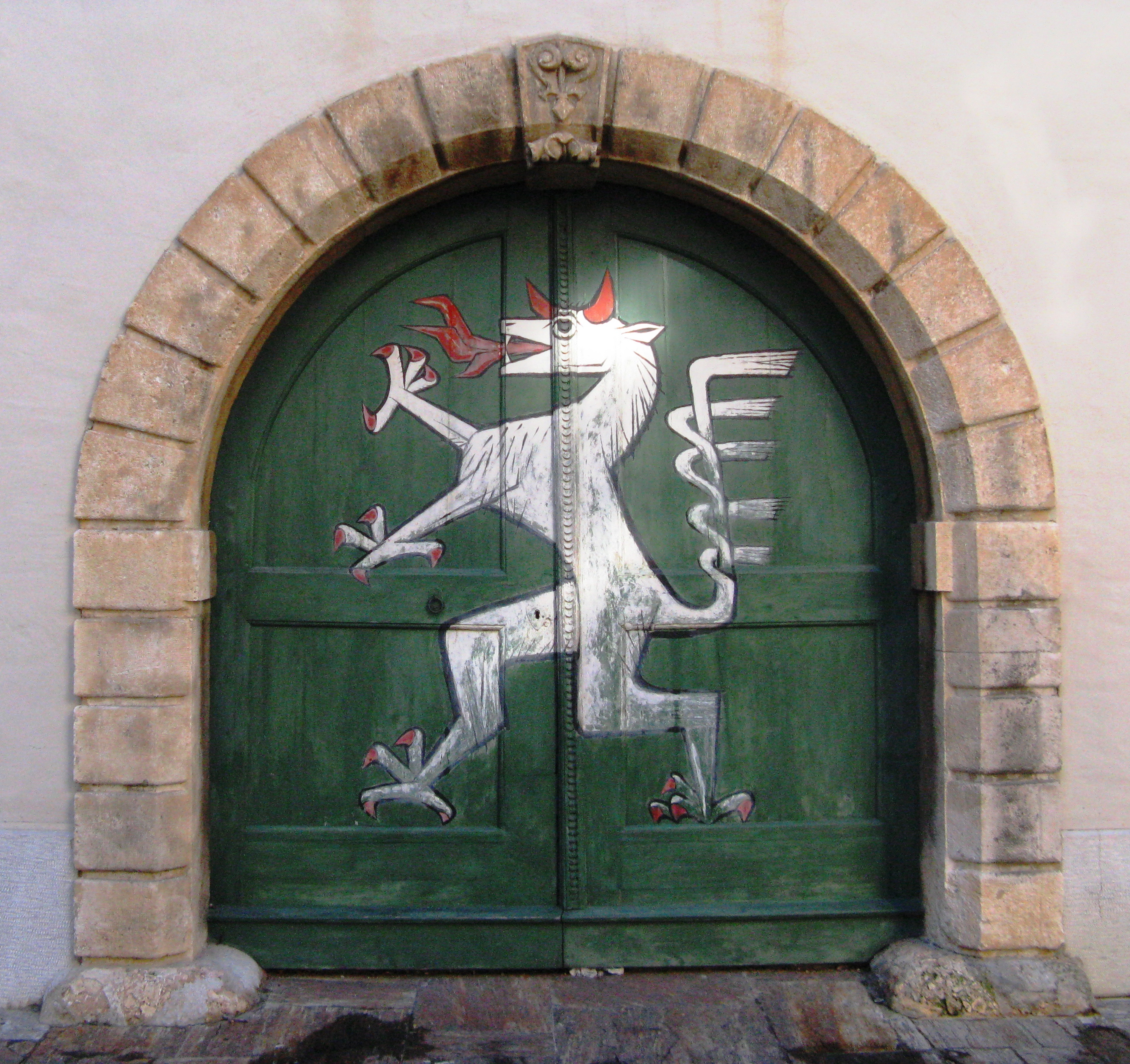
Landeswappen im Landhaushof

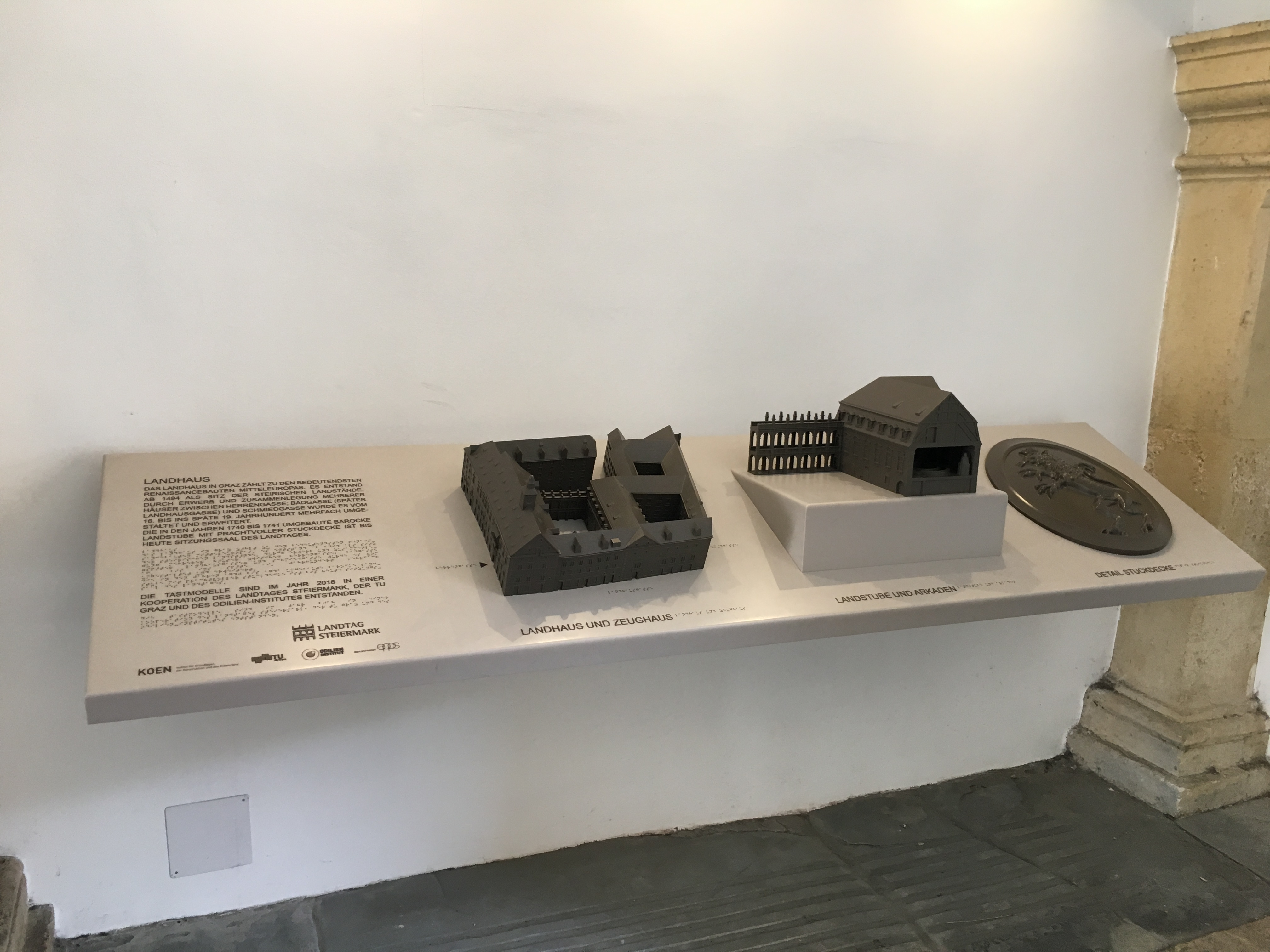
Taktiles Modell Landhauskomplex

Der Haupttrakt des Grazer Landhauses ist an der Ecke „Herrengasse“ und „Landhausgasse“ zu finden und wurde zwischen 1557 und 1565 nach den Plänen des Architekten Domenico dell’Allio errichtet. Ein Charakteristikum von dell’Allios Fassadengestaltung ist die Fensterbildung durch eingeschnürte Balustersäulen. Diese Art fand vor allem im steirischen Schlossbau des 16. Jahrhunderts eine weite Verbreitung. Nach einer Verlängerung des Baues (1581–1585) durch seine Poliere, die Gebrüder Marmoro, ging die ursprüngliche Fassadensymmetrie verloren. In der Mitte des 17. Jahrhunderts wurde zur Verbesserung der Fassadensymmetrie neben dem Zeughaus das zweite Portal im Rundbogenstil errichtet, das auch zur Erleichterung der Ein- und Ausfahrt aus dem Innenhof diente.
Über dem Hauptportal ist ein Balkon mit einer Steinbalustrade angebracht, der auf Steinkonsolen ruht. Er reicht über drei Doppelfenster und besitzt ein Vordach aus Kupferblech, das an der Unterseite mit Grotesken-Malereien (1890) geschmückt ist. Darauf sind Putten zu sehen, die das steirische Wappen in ihren Händen halten.
Links neben dem Rundbogen-Steinportal ist die sogenannte „Rumortafel“ (1588) angebracht. Darüber befindet sich ein Fries mit zwei Panther-Reliefs und einem mächtigen Schlussstein. Die Torflügel sind mit Blech beschlagen und stammen aus dem 16. und 17. Jahrhundert. Durch das Portal gelangt man über eine stichkappengewölbte Einfahrt in den großen Innenhof mit den prächtigen Arkadengängen.
Bei den Arkaden handelt es sich um dreigeschoßige Pfeilerarkaden mit toskanischen Pilastern und dahinterliegenden kreuzgewölbten Gängen, die sich über zwei Seiten erstrecken. Zwischen den Bogenöffnungen sind Balustraden eingebaut. Die beiden Drachenkopf-Wasserspeier aus Kupfer wurden im Jahr 1561 von Michael Pölzl gefertigt.
Die Satteldächer und sämtliche Schornsteine stammen aus der Bauzeit. Auf dem Dach befindet sich ein mit Kupferblech verkleideter Dachreiter, der von einer Laterne abgeschlossen wird. Er wurde 1561 von Valentin Wildauer nach einem Modell von Francesco Marmoro errichtet. Eine Windfahne in der Gestalt des steirischen Panthers (1587 von Hans Zwiegott) bekrönt den prominenten Dachreiter. Das Uhrwerk wurde im Jahr 1786 von Fidel Schmid angefertigt und eingebaut. In der Laterne befindet sich eine Glocke, die von Marx Wening 1586 gegossen wurde und alle Einschmelzbefehle sämtlicher Kriege überstand.
Über der Toreinfahrt befindet sich im ersten Obergeschoß der sogenannte „Steinerne Saal“ mit einem Steinkamin aus dem ehemaligen Schloss Ratmannsdorf bei Weiz und einem mit Tapetenmustern verzierten Glasur-Kachelofen. Im anschließenden „Einnehmer-Amt“ wurden die ehemaligen Rokoko-Stuckolustro-Wandnischen mit ihren Siegelpressen entfernt. Der „Wappensaal“ ist mit einer späthistoristisch-altdeutschen Inneneinrichtung ausgestattet. Die Entwürfe stammen von Karl Lacher und sind mit 1890 datiert. Das zweite Obergeschoß ist mit Seccomalereien im Bandel- und Laubwerkstil verziert, die sich in den Fensternischen befinden. Auch stehen in den Räumen insgesamt vier Kachelöfen aus dem späten 18. Jahrhundert. In der Nordost-Ecke sind zwei Stuckplafonds in Rocaille-Form nach der Art von Heinrich Formentini aus 1770 zu sehen.

### Verbindungsflügel zum Zeughaus
Dieser Teil des Landhauses wurde vermutlich 1645 von Antonio Solari erbaut. Er besitzt am Rundbogen-Steinportal einen Maskaron-Schlussstein und einen Dreiecksgiebel von Giovanni Mamolo. Die Torflügel aus der Bauzeit sind mit Schmiedeeisen beschlagen.

### Landhauskapelle
Der Sakralbau befindet sich in der Nordwest-Ecke des Arkadenhofes und wurde 1630/31 nach den Plänen von Bartolomeo di Bosio errichtet. Zuvor stand an dieser Stelle ein Treppenturm, der 1586 von dell´Allio abgetragen wurde. Die Messkapelle wurde 1631 der Mariä Himmelfahrt geweiht. Zu diesem Zeitpunkt war die Vertreibung der protestantischen Adeligen aus der Steiermark abgeschlossen.
Die Kapelle hat einen rechteckigen Grundriss mit abgeschrägten Ecken und an den Nord- und Ostseiten eine Freitreppe mit Balustraden. Das Rundbogen-Steinportal mit den Zier-Obelisken stammt von Giovanni Mamolo. Das Kupferdach der Treppe und der Kuppel mit Laterne ist Georg Grissler zuzuschreiben.
Der Säulenaltar im Inneren ist mit 1630 datiert und stammt, wie auch die Wandschranktüren, von Georg Gruesser. Das Altarblatt mit einer Darstellung der Mariä Himmelfahrt wurde 1630 vom Künstler Hans Heinz geschaffen. Das Oberbild zeigt die Szene der Taufe Jesu. Die Nischenfiguren aus Sandstein der Heiligen Barbara und Katharina werden Hans Ludwig Ackhermann zugeschrieben.

### Landstubentrakt
Die Landstube wurde um 1740 von Georg Kräxner durch den Umbau eines älteren Traktes gestaltet. Die stichkappengewölbte Durchfahrt des Traktes besitzt Rundbogen- und Korbbogen-Steintore, ein Mansarddach, stuckierte Fensterrahmungen von Johann Angelo Formentini und an der Ostseite sechs Sandsteinwappen von Vertretern der Landstände und einen Lampenwandarm aus Schmiedeeisen.
Der Saalraum mit Spiegeldecke ist mit Stuckplafonds mit Darstellungen und Anspielungen auf die Kriege gegen Türken und Franzosen sowie mit Putti mit Waffentrophäen und Wappen geschmückt. Sie stammen ebenfalls von Johann Formentini. In den Ecken der Landstube stehen zwei vergoldete Kachelöfen mit weißer Glasur und Symbolen des Staates (Adler) und des Landes (Panther). Von Franz Carl Remp stammt ein allegorisches Gemälde mit einer Darstellung der ‚Segnung des Friedens‘. Der Künstler Franz Ignaz Flurer schuf die vier Ölbilder über den Türen. Sie zeigen allegorische Darstellungen von Iustitia, Prudentia, Abundantia und Liberalitas. Die restliche Innenraumgestaltung der Landstube stammt aus dem Jahr 1963.

### Landhausbrunnen

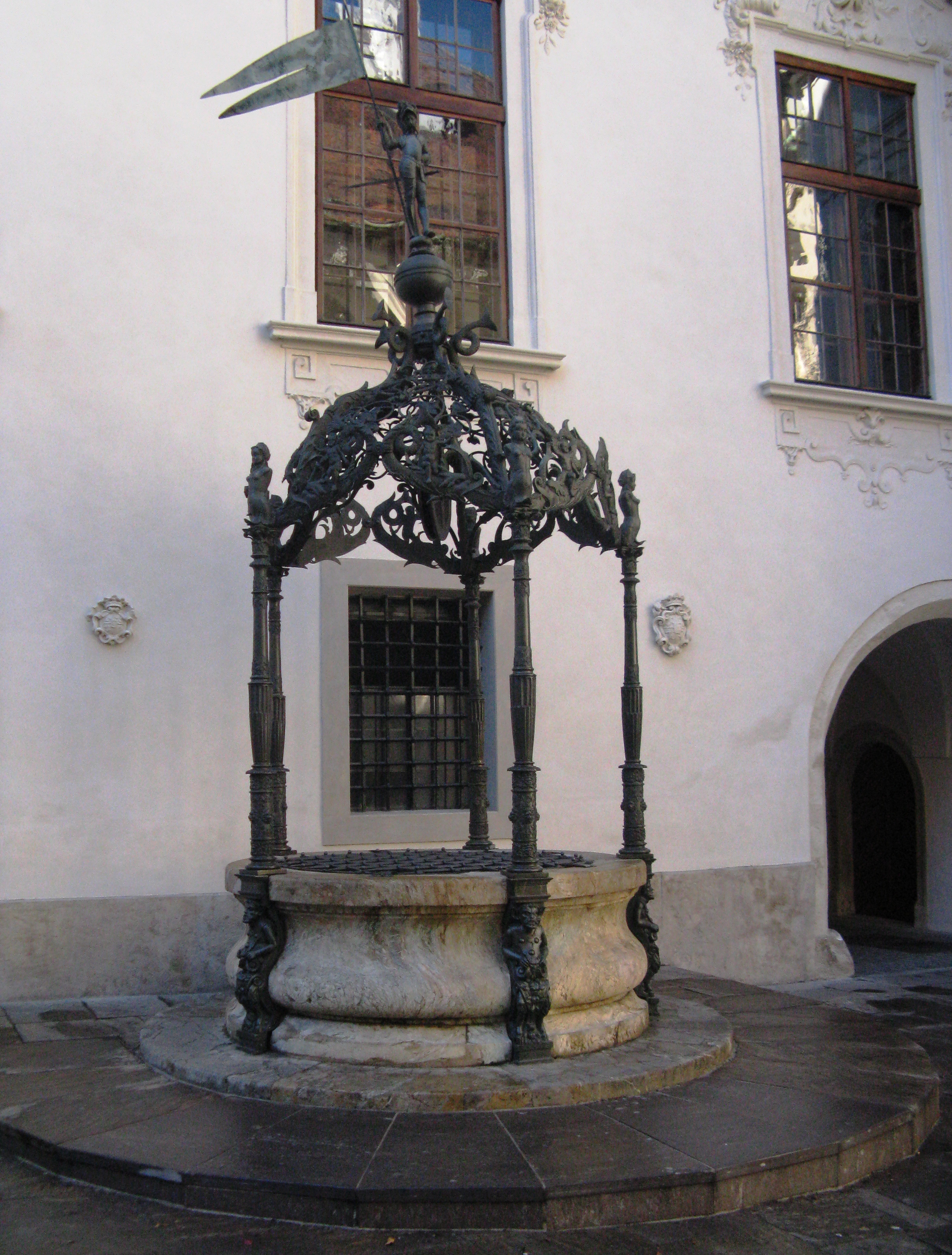
Brunnenlaube im großen Landhaushof

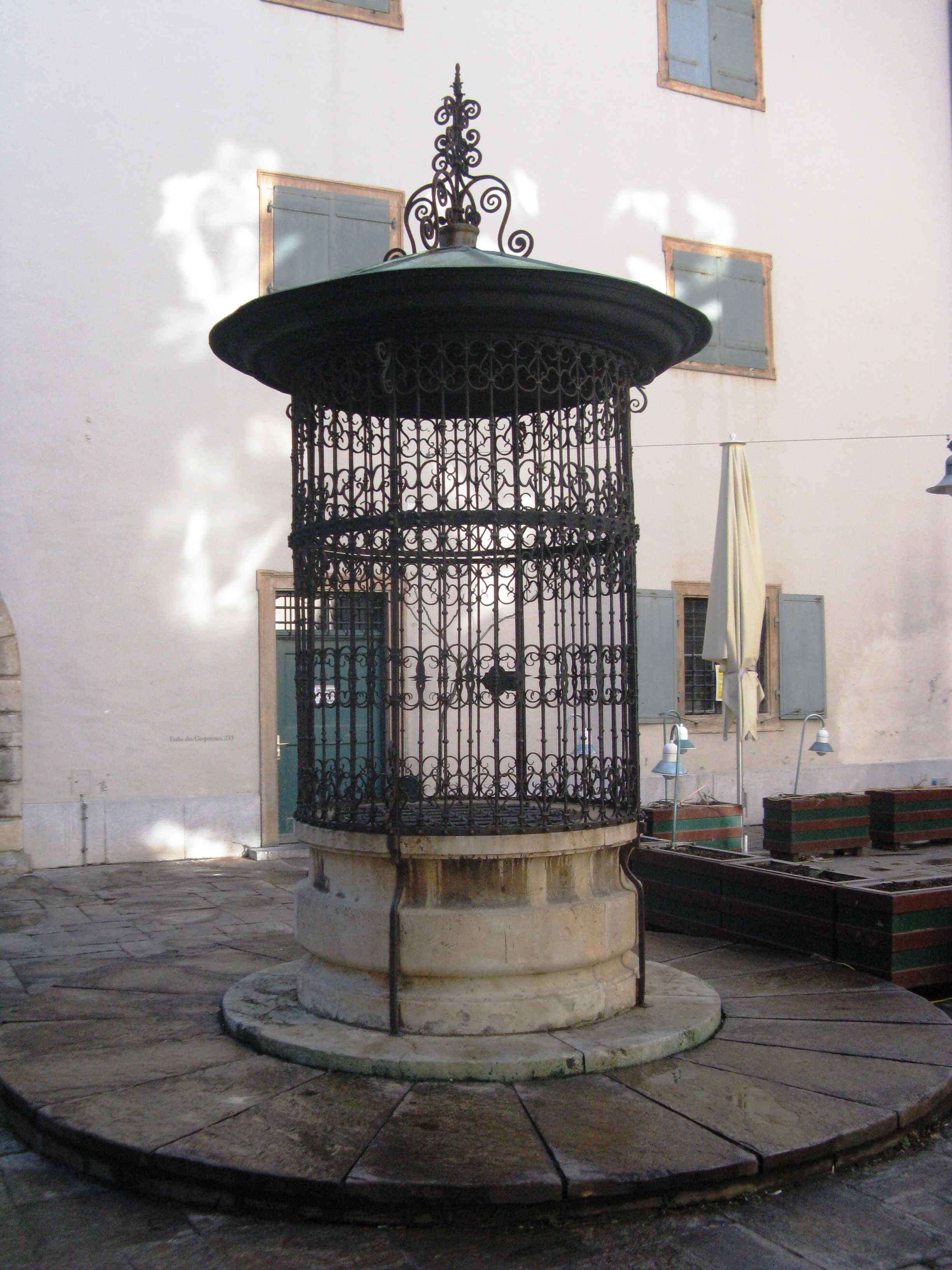
Brunnenlaube im kleinen Landhaushof

Im großen Landhaushof befindet sich der Brunnen mit einer figuralen Brunnenlaube. Er wurde nach dem Entwurf des Bildhauers Jeremias Franck von Thoman Auer und Marx Wening angefertigt und ist mit „1590“ datiert und signiert. Die Laube zählt zu den bedeutendsten Bronzegusswerken des Manierismus außerhalb Italiens. Sie besteht aus Balusterstützen auf Sartyrdocken und aus Delphinleibern. Die Brunnenlaube wird von einer geharnischten Kriegerfigur bekrönt. Der Brunnen selbst entstammt einem Entwurf des Antonio Marmolo.

## Sonstiges

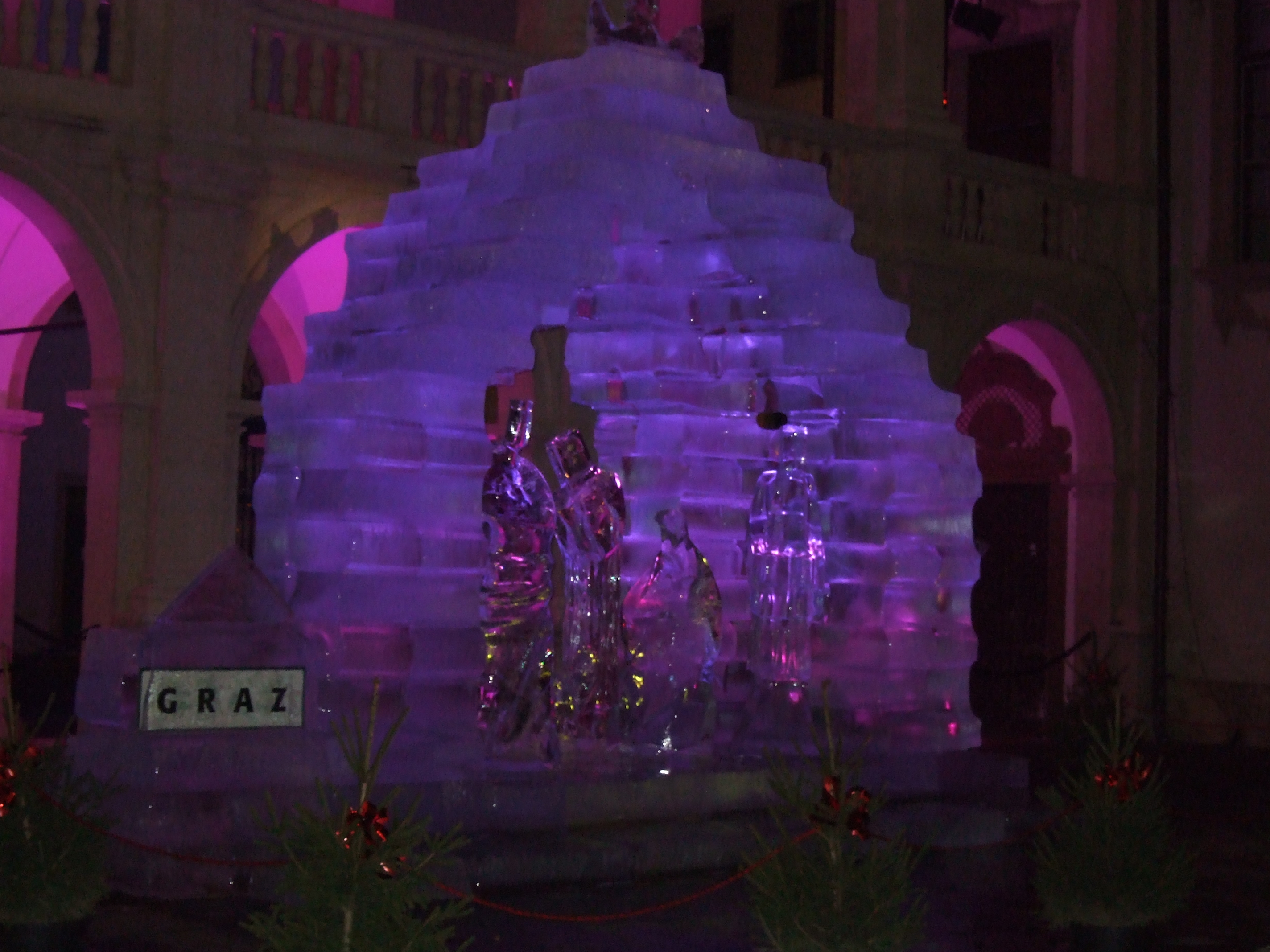
Eiskrippe im Advent 2009

Am 1. Februar 1960 brachte die Österreichische Post zu diesem Motiv eine Dauermarke der Briefmarkenserie Österreichische Baudenkmäler im Wert von 6,00 Schilling heraus.
Während der Adventszeit steht seit 1996, nach einer Idee von Gert J. Hödl, jedes Jahr im Hof des Landhauses eine Eiskrippe, welche am Abend beleuchtet ist.